# Marianówek (Taurów)
Marianówek – część wsi Taurów w Polsce. położona w województwie łódzkim, w powiecie brzezińskim, w gminie Jeżów.
W latach 1975–1998 Marianówek należał administracyjnie do województwa skierniewickiego.